# Osorno (wulkan)
Osorno – wysoki na 2659 m n.p.m., stożkowaty stratowulkan w Andach Południowych. Leży na południowo-wschodnim brzegu jeziora Llanquihue, ale góruje również nad jeziorem Todos los Santos. Wulkan Osorno przecina granica między prowincjami Osorno i Llanquihue w regionie Los Lagos w Chile. Znany jest na świecie jako symbol tamtejszego krajobrazu i zauważono, że jest podobny z wyglądu do góry Fudżi.
Osorno jest jednym z najbardziej aktywnych wulkanów chilijskich południowych Andów ze względu na 11 historycznych erupcji zanotowanych między 1575 a 1869 r. Wypływy bazaltowej i andezytowej lawy dotarły zarówno do jeziora Llanquihue, jak i Todos los Santos. Górna część stoków pokryta jest prawie całkowicie przez lodowce pomimo niezbyt dużej wysokości i szerokości geograficznej. Spowodowane jest to znacznymi opadami śniegu w bardzo wilgotnym, morskim klimacie regionu.
Osorno znajduje się na szczycie pochodzącego sprzed 250 000 lat stratowulkanu La Picada z kalderą o średnicy 6 km.

## Wulkan w kulturze
- Karol Darwin widział wulkan Osorno z daleka w czasie swojej drugiej wyprawy na HMS Beagle i był świadkiem jego erupcji w styczniu 1835 r.[2][3]
- Wulkan Osorno został użyty jako tło dla promocyjnych zdjęć i spotów w światowej kampanii telefonu komórkowego Motorola PEBL U6 w 2005 r.[4]

## Galeria

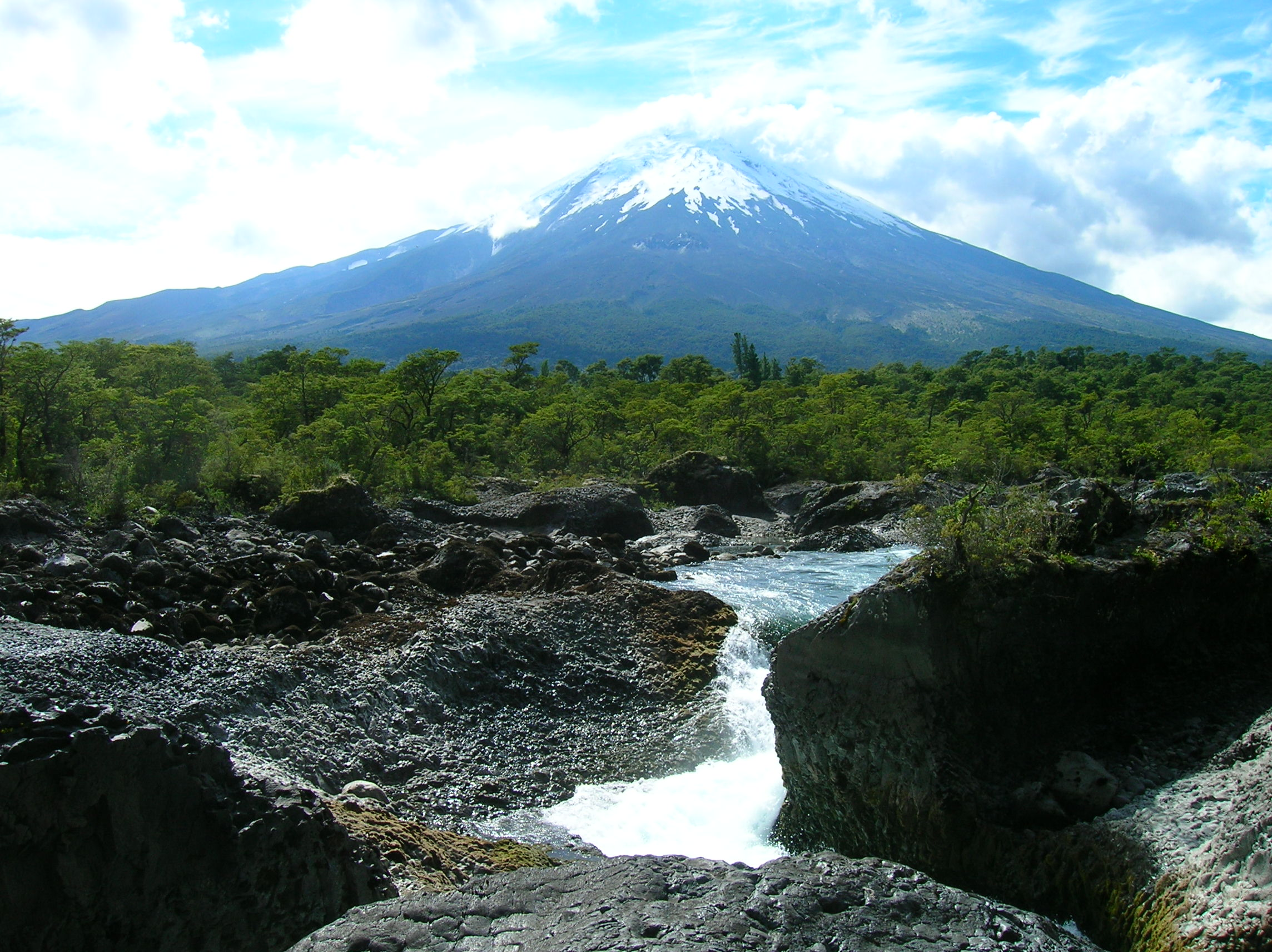
Wodospady Petrohué (Saltos del Petrohué) z wulkanem Osorno w tle
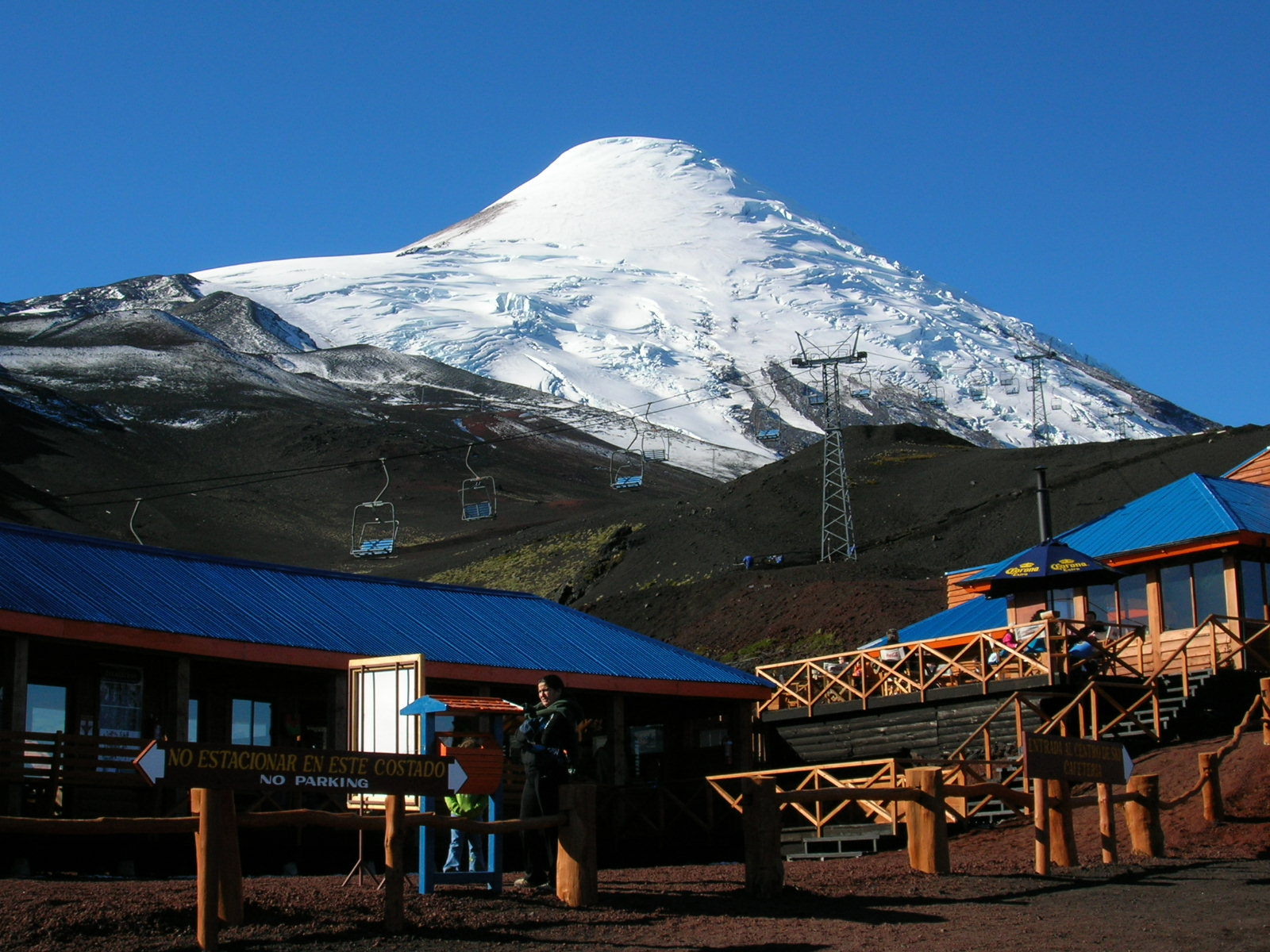
Ośrodek narciarski La Burbuja, na tle wulkanu Osorno
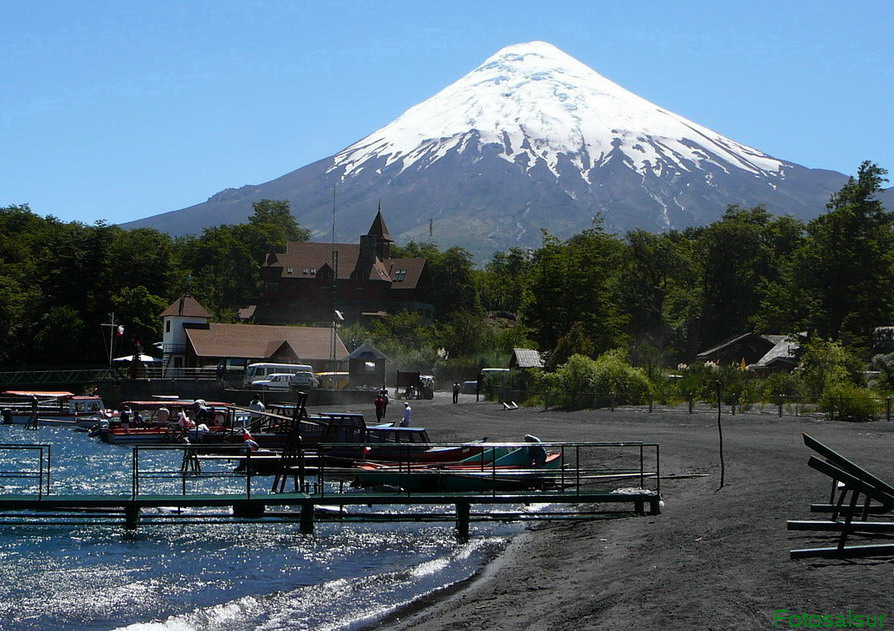
Osorno z portu Petrohué
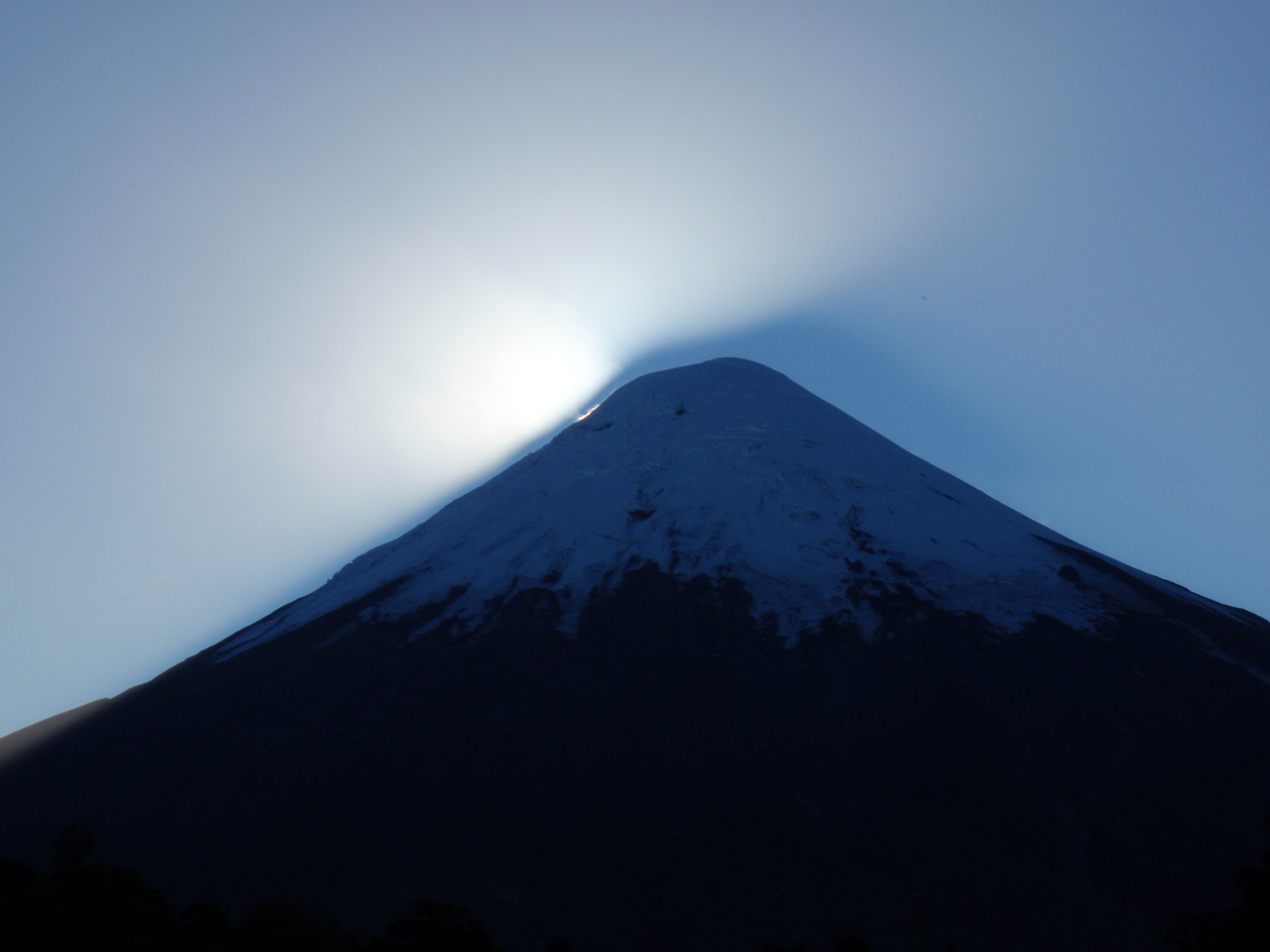
Słońce zachodzące za szczyt i oświetlające unoszący się śnieg
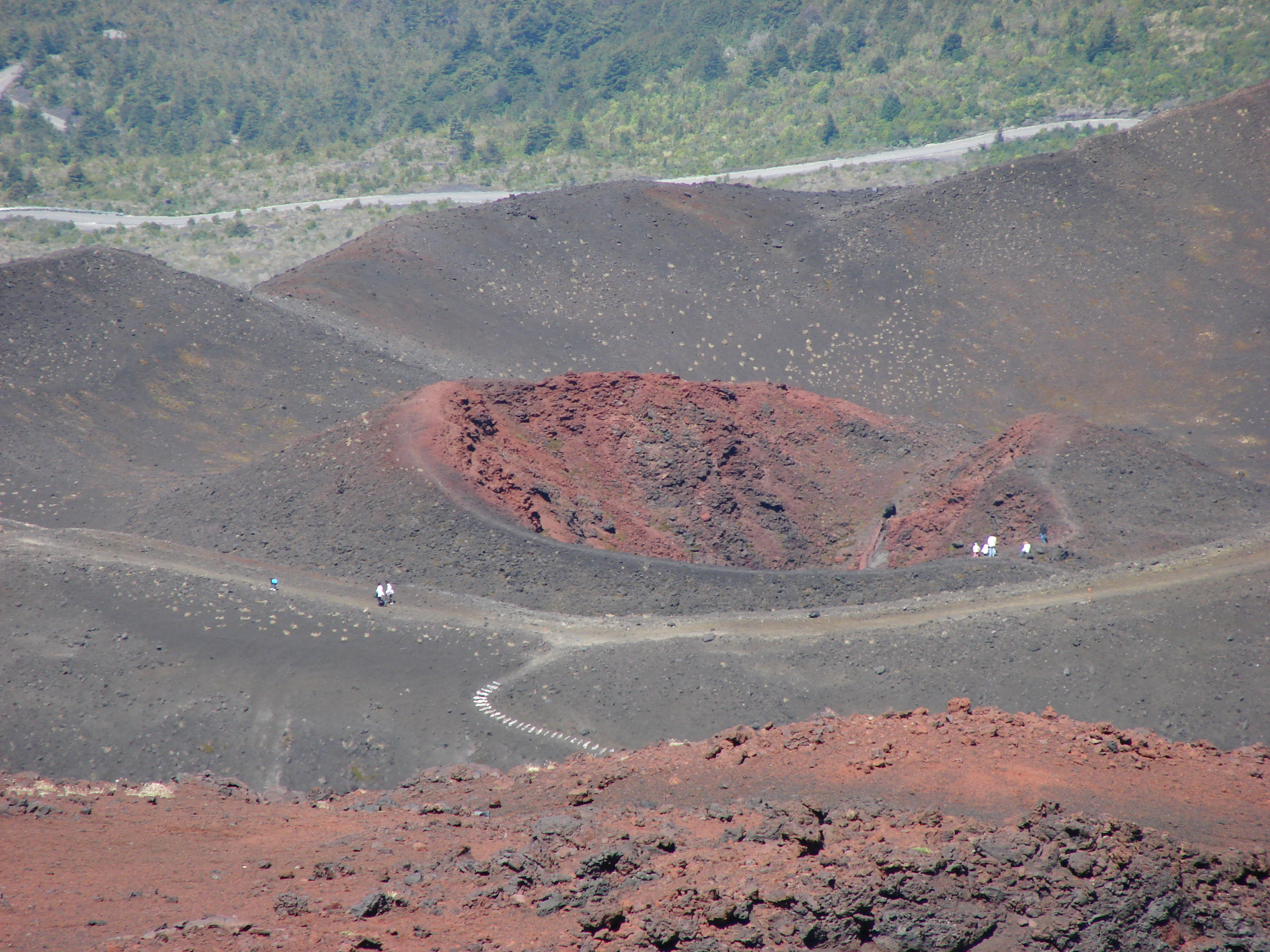
„Czerwony krater” na stoku Osorno (krater boczny)
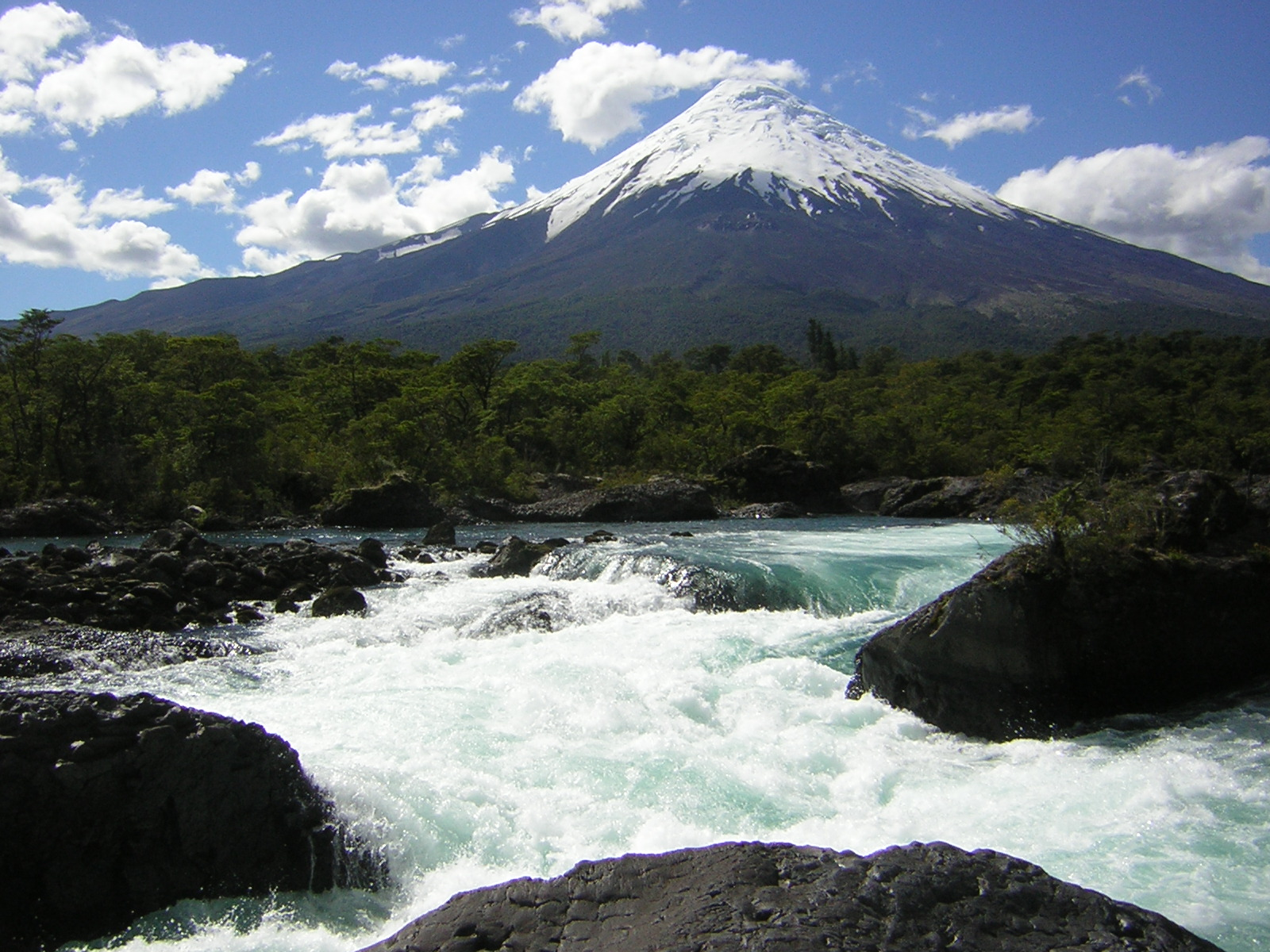
Osorno widziany znad wodospadów Petrohué
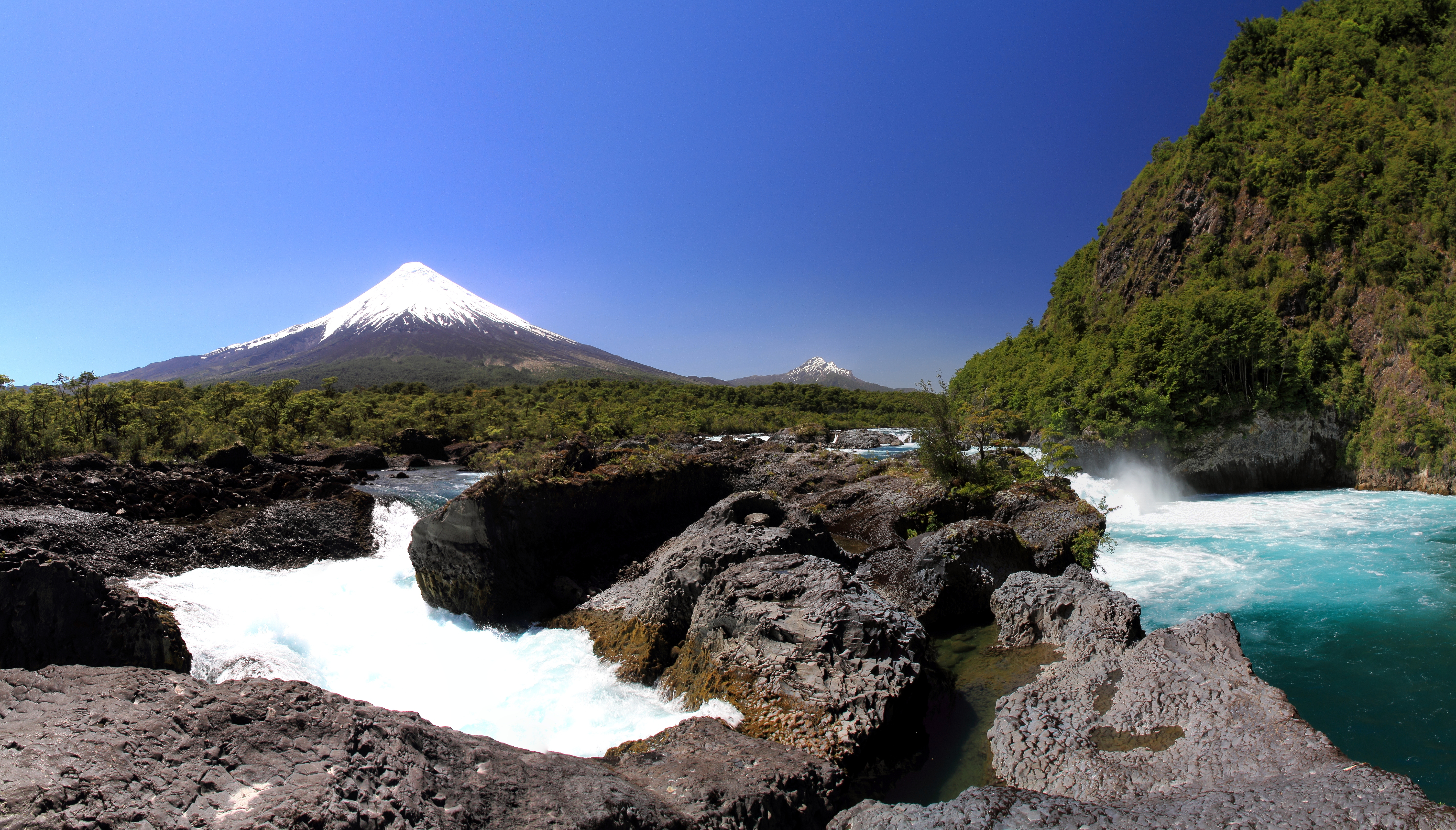
Osorno i wodospady Petrohué

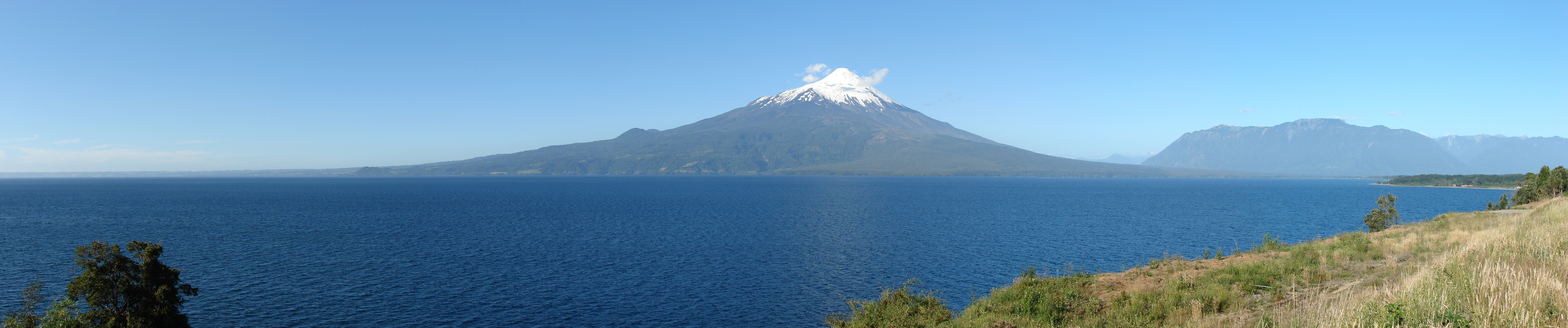
Panorama wulkanu Osorno znad jeziora Llanquihue 11.02.2010. Została utworzona z 6 osobnych fotografii.

## Inne źródła
- John Biggar: The Andes: A Guide for Climbers (3rd ed.). Andes Publishing (Scotland), 2005, s. ?. ISBN 0-9536087-2-7.
- Oscar González-Ferrán: Volcanes de Chile. Santiago, Chile: Instituto Geográfico Militar, 1995, s. ?. ISBN 956-202-054-1. (hiszp.).